# معاهدة الرملة
 معاهدة الرملة  وقعها صلاح الدين الأيوبي وريتشارد قلب الأسد في يونيو 1192 بعد معركة أرسوف أثناء الحملة الصليبية الثالثة. بموجب شروط الاتفاق، ستبقى القدس تحت حكم المسلمين. ومع ذلك، سوف تكون للمسيحيين حرية الحج للمدينة. أيضا، اشترطت معاهدة على أن تنحصر المملكة اللاتينية على شريط ساحلي يمتد من صور إلى يافا.

## شروط الاتفاقية
وقد تضمنت شروط الاتفاقية ما يلي:
1. تكون الهدنة عامة في البر والبحر، ومدتها ثلاث سنوات وثلاثة أشهر.
2. أن يتخلى الفرنجة الصليبيون لصلاح الدين عن عسقلان و‌غزة والداروم (دير البلح)، وأن يبقى الساحل بيدهم من صور إلى يافا بما فيها قيسارية و‌حيفا و‌أرسوف.
3. للنصارى الحرية التامة في زيارة الأماكن المقدسة في القدس دون أن يؤدوا ضرائب للمسلمين، وتكون السيادة على الأماكن التعبدية حسب الاتفاقية من صلاحية المسلمين.
4. اشترط الصليبيون دخول أميري أنطاكية و‌طرابلس الصليبيين في ذلك.
5. تكون مدينة الرملة و‌اللد مناصفة بين المسلمين والصليبيين.
6. تتم هذه الاتفاقية بعد أن يحلف عليها ملوك وأمراء كلا الطرفين.

وناب عن الملك ريتشارد في التوقيع على الاتفاقية هنري دي شامبني وباليان الثاني دي أبلين وأونفروي الرابع دي تورون، في حين مثل الجانب الإسلامي: الملك الأفضل والملك الظاهر ابنا صلاح الدين، وأخوه الملك العادل وبعض الأمراء الأيوبيين الآخرين. هذا وقد اشترط الصليبيين دخول صاحب أنطاكية وطرابلس في الهدنة فوافق السلطان على أن يقسموا فإن لم يفعلوا ذلك لا يدخلوا فيها. وقد أمر صلاح الدين أن يذاع خبر الهدنة في معسكرات الجنود وفي الأسواق ليتنقل المسلمين والصليبين في البلاد بحرية وسلام.

## وصلات داخلية
- حملة صليبية ثالثة
- صلاح الدين الأيوبي
- ريتشارد الأول ملك إنجلترا

## وصلات خارجية
- هدنة الرملة، ضمن كتاب الدبلوماسية الأيوبية الصليبية (1191 - 1192) ، ط1، الفسطاط المجلة التاريخية، يونيو 2007.